# Věra Palková
Věra Palková (* 24. září 1949) je česká politička, v letech 2008 až 2016 zastupitelka a náměstkyně hejtmana Moravskoslezského kraje, v letech 1994 až 2008 místostarostka města Bohumína, členka ČSSD.

## Život
Od svých pěti let žije v Bohumíně. Vystudovala Přírodovědnou fakultu Univerzity Palackého v Olomouci, později se věnovala studiu výpočetní techniky a informatiky. Do roku 1978 učila na gymnáziu v Českém Těšíně, poté do roku 1990 na gymnáziu v Bohumíně. V letech 1990–1991 pracovala jako vedoucí sociálního odboru na bohumínském městském úřadě. Od roku 1992 do roku 1994 vykonávala funkci ředitelky Gymnázia Františka Živného v Bohumíně.
Je vdaná a má dvě děti.
Má 4 vnuky.

## Politické působení
V letech 1994–2008 byla místostarostkou Bohumína.
Na podzim roku 2008 byla zvolena do krajského zastupitelstva a rady Moravskoslezského kraje, kde od téhož roku vykonávala funkci náměstkyně hejtmana pro oblast školství, sportu a tělovýchovy. V krajských volbách v roce 2016 již nekandidovala a skončila tak i ve funkci náměstkyně hejtmana.